# Tañat Nöserbayev
Tañat Äkimjanulı Nöserbayev (in kazako Таңат Әкімжанұлы Нөсербаев?; in russo Танат Акимжанович Нусербаев?, Tanat Akimžanovič Nuserbaev; Şımkent, 1º gennaio 1988) è un ex calciatore kazako, di ruolo attaccante.

## Carriera

### Club
Ha iniziato la sua carriera nell'Ordabası, club kazako della sua città natale Şımkent. Nel frattempo svolge un provino con gli svizzeri dello Young Boys, ma l'accordo non si è concretizzato complici alcuni disaccordi sulla transizione del contratto individuale.
Nel 2010 lascia l'Ordabası a causa di contrasti con il club e di problemi alla schiena. Si trasferisce nel 2011 all'Astana firmando un contratto nelle vesti di svincolato.

### Nazionale
Nöserbayev ha debuttato con la Nazionale Under-21 nel 2008, segnando una doppietta ai pari età della Polonia (3-0 il finale). Il suo esordio con la Nazionale kazaka maggiore è avvenuto l'11 ottobre 2008 a Wembley, contro l'Inghilterra. Il primo gol in Nazionale maggiore lo ha realizzato all'Ucraina il 10 giugno 2009, in occasione della sconfitta per 2-1 allo Stadio Olimpico di Kiev.

## Palmarès

### Club

#### Competizioni nazionali
- Supercoppa del Kazakistan: 2

Astana: 2011, 2015
- Coppa del Kazakistan: 2

Astana: 2012, 2016
- Campionato kazako: 3

Astana: 2014, 2015, 2016